# أوريست كيركوب
أوريست كيركوب (بالإنجليزية: Oreste Kirkop)‏ مغني أوبرا مالطي (ولد يوم 26 يوليو من العام 1923) وقد كان الابن السادس من بين عشرة أشقاء من جان كيركوب وزوجته فورتوناتا بانزافيكيا. بدأ أوريست كيركوب اكتشاف قدراته وموهبته الغنائية عندما كان يغني في الملاجئ أثناء الحرب. وبعد ذلك بدأ يتلقى دروس في الغناء الأوبرالي على يد النجم المالطي نيكولو بالداتشينو.
كان ظهور أوريست الأول في 25 فبراير 1945 بدور توريدو في كافاليريا روستيكانا (العرض الاوبرالي) في دار أوبرا بمدينة الإذاعة بحمرون (في مالطا). وفي عام 1948، التقى أوريست بالفنان المالطي جوزيف ساتاريانو الذي شجعه على بدء مهنته الاوبرالية في المملكة المتحدة. وفي الفترة بين عامي 1949 و1950 استمر في غناء الأوبرا مع الشركات الإيطالية الزائرة وظهر في حفل موسيقي مع تيتو غوبي وماريا كانيجليا.
في عام 1950 انتقل أوريست إلى المملكة المتحدة وغنى الأدوار الرئيسية في الاوبرا مع شركة كارل روزا، كما غنى لاحقاً على مسرح سادلر ويلز Sadler's Wells (1952) حيث أدى أدوار توريدو، ماريو كافارادوسي، ورودولفو في لويزا ميلر. كما ظهر على قناة BBC بدور كانيو في عرض باجلياسي الاوبرالي.
في عام 1954، قام كيركوب بدوره في كوفنت غاردن كدوق في ريجوليتو ولاحقاً أدى دور رودولفو في عرض لا بوهيم. وادى تعاقده مع شركة بارامونت بيكتشرز إلى حصوله على الدور الرئيسي (فرنسوا فيون) في فيلم الملك المتشرد عام 1956 . كذلك غنى أوريست الأوبرا في لاس فيغاس و على مسرح هوليود، كما ظهر على تلفزيون إن بي سي في إنتاجات وعروض رائدة من مدام بترفلاي ، لا ترافيتا وريجوليتو. وفي 4 أغسطس 1956، غنى على مسرح هوليوود في حفل غنائي في لوس أنجلوس وذلك مع فرقة لوس أنجلوس للأوركسترا وكورال روجر فاغنر تحت إشراف كارمن دراجون.
وفي عام 1958 عاد إلى كوفنت جاردن. وتزوج من زوجته تيريز في مالطا في 15 أغسطس 1963 ورزق منها بابنتيه، أنيتا وسوزان. وتقاعد أوريست نهائياً من الغناء في عام 1960 عن عمر يناهز ال 37 سنة. وقد كان هذا التقاعد المبكر بسبب انه كان يعاني من مشاكل في القلب وأخبره الأطباء أنه قد يموت على خشبة المسرح إذا استمر في الغناء بعد سن 40 سنة.
توفي أورست كيركوف عن عمر يناهز 74 عاما في يوم 10 مايو 1998.

## روابط خارجية
- أوريست كيركوب على موقع IMDb (الإنجليزية)
- أوريست كيركوب على موقع ميوزك برينز (الإنجليزية)
- أوريست كيركوب على موقع قاعدة بيانات الفيلم (الإنجليزية)